# Raucherkabine

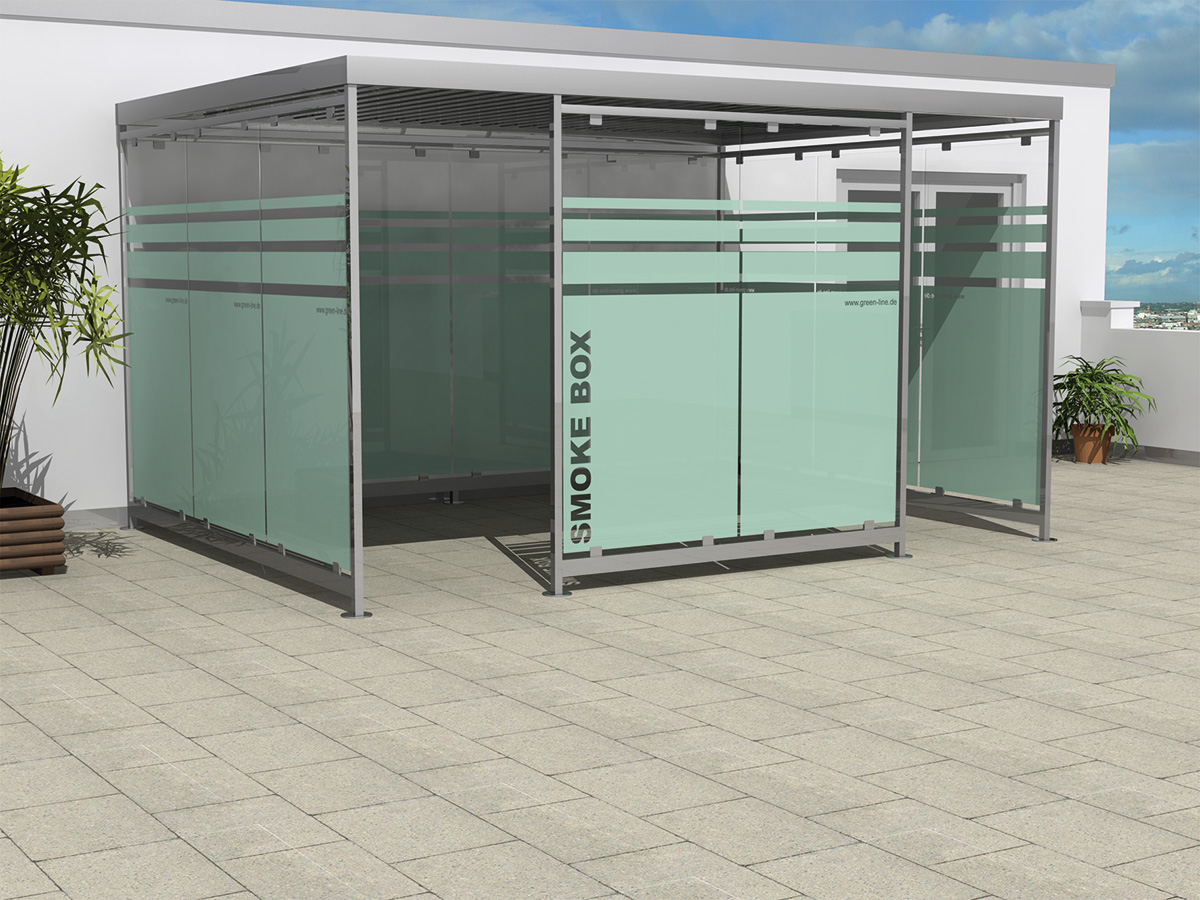
Outdoor Raucherkabine

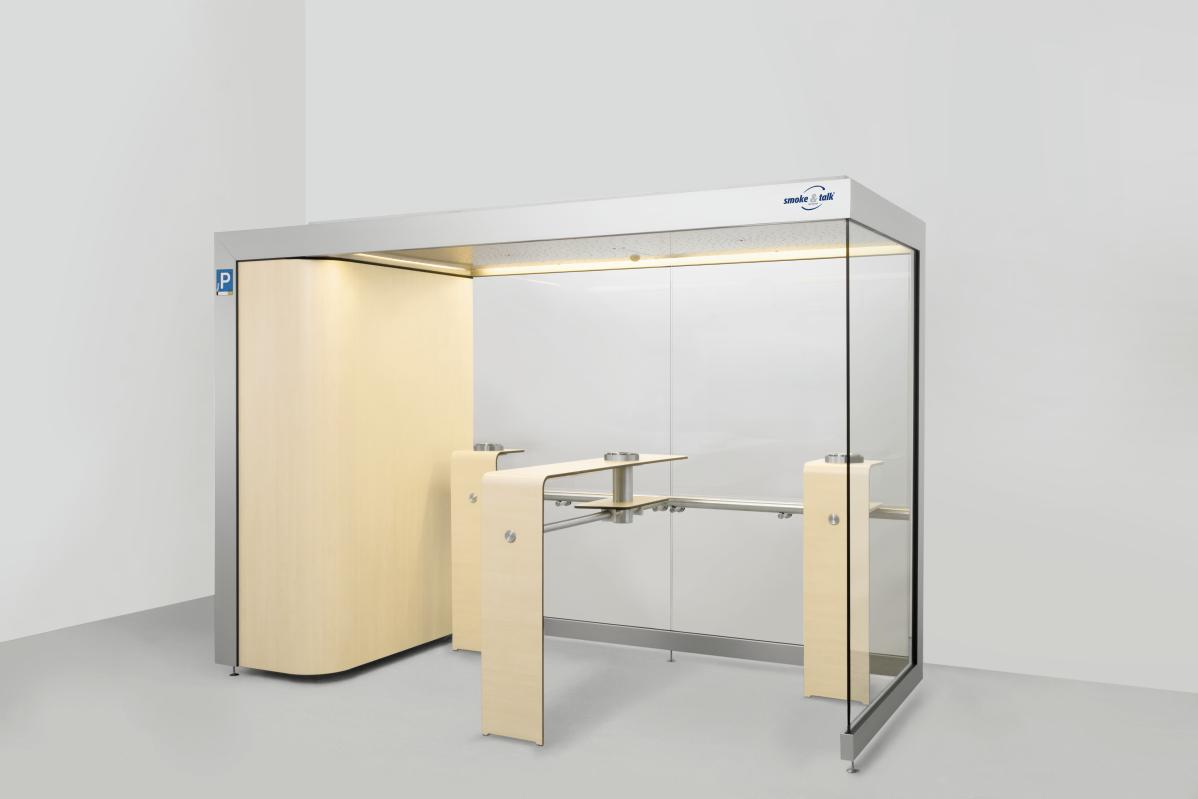
Raucherkabine für acht Personen

Eine Raucherkabine ist ein geschlossenes oder halbgeschlossenes Nichtraucherschutzsystem. Ihre Aufgabe besteht darin, Nichtrauchern den Schutz vor Passivrauchen zu bieten, der ihnen vom Gesetzgeber eingeräumt wird. Darüber hinaus dienen sie dem vorbeugenden Brandschutz.
Raucherkabinen gibt es in unterschiedlichen Größen, Ausstattungen und Dekoren. Zu den Einsatzbereichen von Raucherkabinen gehören Orte, an denen Rauchverbote existieren, beispielsweise Restaurants, Diskotheken, Produktionshallen, Casinos, Flughäfen und Einkaufszentren. Raucherkabinen können ebenfalls außerhalb von Gebäuden aufgestellt werden.

## Raucherkabinen im Außenbereich
Im Sinne des Nichtraucherschutzes hat sich das Rauchen nach draußen verlagert, wo die Raucher den Witterungsbedingungen ausgesetzt sind. Raucherkabinen helfen dabei, sowohl die Nichtraucher zu schützen als auch die Krankheitsraten bei Rauchern zu senken. So profitieren vor allem Firmen von Raucherunterständen in der Nähe der Betriebsgebäude. Durch entsprechendes Zubehör wie Sitzmöbel, Anlehnbänke oder Rauchertische wird der Aufenthalt in den Raucherpausen angenehmer und mitarbeiterfreundlicher.
Durch Grünbedachungen oder integrierte Solaranlagen wird gleichzeitig der Umwelt geholfen.

## Absaugtechnik

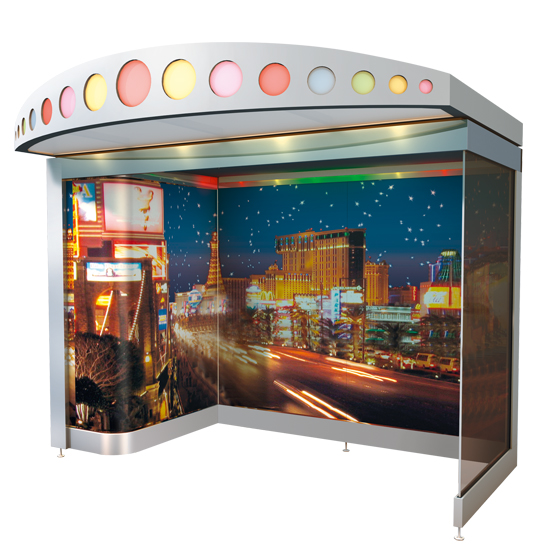
Zum Einsatz in einer Spielhalle gestaltete Raucherkabine

Tabakrauch enthält Gefahrstoffe, die sich in der Raumluft verteilen. Damit es erst gar nicht zu einer Ausbreitung und Verteilung der Stoffe kommen kann, kann der Rauch entweder durch eine gerichtete Luftströmung abgesaugt oder zunächst räumlich umschlossen werden, um ihn dann erfassen zu können. Die häufigste Lösung dafür ist ein durch Wände umschlossener Raucherraum. Andere Anbieter bieten teilweise oder vollständig offene Lösungen an. Die Anbieter geschlossener Systeme argumentieren dabei mit der besseren Zurückhaltung der Gefahrstoffe, Anbieter offener Systeme mit einer besseren Kommunikation zwischen Rauchern und Nichtrauchern.
Der Tabakrauch kann auf zwei Arten abgeführt werden, entweder er wird ins Freie geleitet oder in einem Filtersystem abgeschieden.  Welche Lösung die wirtschaftlichste ist, hängt vom Einzelfall ab. Beim Abführen nach außen können Installationskosten für Rohrleitungen und Wärmetauscher anfallen, will man keine Wärmeverluste durch die abgeführte Luft in Kauf nehmen. Filterlösungen bedingen eine regelmäßige Wartung und Kosten für den Filtertausch.
Wird der Tabakrauch mit Hilfe eines Filtersystems zurückgehalten, muss dieses gewährleisten, dass die unterschiedlichen Gefahrstoffe im Tabakrauch sicher zurückgehalten werden.

## Prüfung und Zertifizierung
Die Kabine kann vom Hersteller einer freiwilligen Prüfung unterzogen werden. Das Institut für Arbeitsschutz der Deutschen Gesetzlichen Unfallversicherung (IFA) stellte seine diesbezüglichen Aktivitäten im März 2011 ein, da die verfügbaren Systeme zum technischen Nichtraucherschutz keinen so effizienten Nichtraucherschutz wie ein vollständiges Rauchverbot leisten könnten.
Zertifizierte Anlagen erhalten ein Zertifizierungszeichen der Zertifizierungsstelle. Damit kann bei Einhaltung der vom Hersteller definierten Einsatzbedingungen vorausgesetzt werden, dass sie den Anforderungen an rauchfreie Arbeitsplätze, die im § 5, Abs. 1 der Arbeitsstättenverordnung definiert sind, genügen. Zertifizierte Systeme sind in einer Positivliste verzeichnet.
Prüfkriterien der Zertifizierungsprüfungen sind:
- Vollständige Erfassung und Zurückhaltung des Tabakrauchs
- Kein Austritt von Rauch, auch nicht bei Luftbewegungen durch vorbeigehende Personen
- Keine Erhöhung der Konzentration von Schadstoffen im Aufstellraum
- Leitkomponenten, nach denen die Filterwirkung geprüft wird, sind u. a. Nikotin, Feinstaub, Aldehyde, flüchtige Kohlenwasserstoffe